# Життєва ємність легень
Життєва є́мність легень — це максимальна кількість повітря, яку людина здатна видихнути. ЖЄЛ є одним з основних показників стану апарату зовнішнього дихання, що використовуються в медицині.
Разом із залишковим об'ємом, тобто об'ємом повітря, що залишається в легенях після найглибшого видиху, ЖЄЛ утворює загальну ємність легень (ЗЄЛ). В нормі ЖЄЛ становить близько 3/4 загального об'єму легень. При спокійному диханні здорова доросла людина використовує невелику частину ЖЄЛ: вдихає і видихає 300—500 мл повітря (так званий дихальний об'єм). При цьому резервний об'єм вдиху, тобто кількість повітря, яка людина здатна додатково вдихнути після спокійного вдиху, і резервний об'єм видиху, рівний об'єму повітря, що додатково видихається після спокійного видиху, складає в середньому приблизно по 1500 мл кожний. Навіть після найглибшого видиху в легенях залишається ще близько 800—1700 см3 повітря, так званий залишковий повітря. Залишкове та резервне повітря постійно заповнюють альвеоли легень при спокійному диханні. Це так зване альвеолярне повітря. Обсяг його дорівнює 2500-3500 см3В нормі у жінок ЖЄЛ складає 2500-3500 мл, у чоловіків -3500-4500 мл. Під час фізичного навантаження дихальний об'єм зростає за рахунок використовування резервів вдиху і видиху. Інспіратора та експіраторна ємність легень може бути збільшена шляхом тренування. Тому, наприклад, у тренованих осіб ЖЄЛ може сягати 6000-7000 мл. Життєву ємність легень визначають за допомогою спірометра.